# الماضي يعود غدا (مسلسل)
الماضي يعود غدا (بالإسبانية: Mujer Secreta مرأة سرية) مسلسل فنزويلي. يتكون من 120 حلقة بالنسخة الأصلية ومن 109 حلقة بالنسخة المدبلجة، أنتجته مؤسسة RC TV «راديو وتلفزيون كراكاس» في يونيو 1999، ألفه الكاتب Alidha Ávila. ووزع عبر عدة دول من خلال شركة RC TV International.

## القصة
يتلخص موضوع المسلسل في وقوع الشاب برناردو بيإداريس وهو ابن متبنى من قبل خوسيه مانوال وهو رئيس بنك سنتناريو في حب فتاة جميلة جدا وهي أوخينيا سانشاز، كان هذا الحب يشهد عدة عوائق ومعرقلات، أهمها حب خوسيه مانوال لنفس الفتاة، وتزوجها رغم عنها مهددا إياها بشريط فيديو يثبت تورطها في قتل زوجها غوستافو، علما وأن خوسيه مانوال قام بحذف مقاطع من هذا الشريط لكي يثبت أن زوجته هي التي قتلت زوجها غوستافو بغية البقاء معه وضمان عدم هروبها منه. بعد مدة من الزمن علم خوسيه مانوال خبر حب برناردو و
أوخينيا مما سبب له صدمة قوية. وانتهت القصة بقضاء المافيا على خوسيه مما جعله ينتحر بمسدس، إضافة زواج برناردو بأوخينيا.

## الأبطال
- كارولينا تيجيرا بدور Eugenia Sanchez de Landaeta
- Juan Carlos Vivas بدور Bernardo Valladares
- Mariano Alvarez بدور Jose Manuel Valladares
- ألبا روفرزي بدور Esperanza Salvat
- Carlos Camara Jr. بدور Javier Espinoza
- لويس فرنانديز (ممثل فنزويلي) بدور Gustavo Landaeta
- Carlos Marquez بدور Don Julio Valladares
- Dad Dager بدور Cecilia Valladares de Espinoza
- Maria Cristina Lozada بدور Yolanda de Valladares
- Herminia Martinez بدور Carlota Zanetti de Landaeta
- Rosario Prieto بدور Evencia de Romero
- مارغريتا هرنانديز بدور Clemencia Hidalgo Ollarvide
- Leopoldo Regnault بدور Jose Clemente Bejarano
- Manuel Escolano بدور Esteban Itriago
- Ambar Diaz بدور Yuraima
- Alfonso Medina بدور Marcos Romero
- Betzabeth Duque بدور Manuela Itriaga
- أنطونيو كويفاس بدور Rodolfo Romero
- Aitor Gaviria بدور Asdrubal España
- Mirela Mendoza بدور Fatima Romero
- Solmayra Castillo بدور Ana María de Itriago
- Gabriela Santeliz بدور Adelaida Bejarano
- Leonardo Marrero بدور Orlando Contreras
- Jeronimo Gil بدور Danilo Bejarano
- مالينا ألفارادو بدور Magola
- Frank Spano بدور Alvaro Gil
- Mauricio Antonucci بدور Simon Romero
- خورخي أرافينا بدور Sebastian Palacios
- Joel Borges بدور Pecas
- Martin Brassesco بدور Alexis Salgueiro
- Ivonne Conte بدور Celina
- Alejo Felipe بدور Horacio Santana
- Gaspar 'Indio' González بدور Celio
- جليدايس إيبارا بدور Micaela Rojas
- Ralph Kinnard بدور Walter Newman
- Vito Lonardo بدور Paredes
- Gerardo Soto بدور Alfonzo Ponte

## روابط خارجية
- الماضي يعود غداً على موقع IMDb (الإنجليزية)
- الماضي يعود غداً على موقع كينوبويسك (الروسية)
- الماضي يعود غداً على موقع قاعدة بيانات الفيلم (الإنجليزية)